# Луїджі Радіче
Луїджі Радіче (італ. Luigi Radice, * 15 січня 1935, Чезано-Мадерно—7 грудня 2018) — колишній італійський футболіст, захисник. По завершенні ігрової кар'єри — футбольний тренер.
Як гравець насамперед відомий виступами за клуб «Мілан», а також національну збірну Італії.
Триразовий чемпіон Італії. Володар Кубка європейських чемпіонів. Чемпіон Італії (як тренер).

## Клубна кар'єра
Вихованець футбольної школи клубу «Мілан». Дорослу футбольну кар'єру розпочав 1955 року в основній команді того ж клубу, в якій провів чотири сезони, взявши участь у 20 матчах чемпіонату. За цей час двічі виборював титул чемпіона Італії.
Згодом з 1959 по 1961 рік грав у складі команд клубів «Трієстина» та «Падова».
1961 року повернувся до клубу «Мілан», за який відіграв 4 сезони. За цей час додав до переліку своїх трофеїв ще один титул чемпіона Італії, ставав володарем Кубка європейських чемпіонів. Завершив професійну кар'єру футболіста виступами за команду «Мілан» у 1965 році.

## Виступи за збірну
1961 року дебютував в офіційних матчах у складі національної збірної Італії. Протягом кар'єри у національній команді, яка тривала усього 3 роки, провів у формі головної команди країни лише 5 матчів. У складі збірної був учасником чемпіонату світу 1962 року у Чилі.

## Кар'єра тренера
Розпочав тренерську кар'єру, повернувшись до футболу після невеликої перерви, 1969 року, очоливши тренерський штаб клубу «Монца». Від самого початку тренерської роботи робив ставку на застосування колективного пресингу по всьому полі.
Надалі протягом майже тридцяти років очолював цілу низку італійських команд — був головним тренером в клубах «Тревізо», «Чезена», «Фіорентина», «Кальярі», «Торіно», «Болонья», «Мілан», «Барі», «Інтернаціонале» та «Рома». З «Торіно» вигравав чемпіонат Італії в сезоні 1975/1976.
Наразі останнім місцем тренерської роботи був клуб «Монца», команду якого Луїджі Радіче очолював як головний тренер до 1998 року.
Помер 7 грудня 2018 року у віці 83 роки, після тривалої хвороби.

## Статистика виступів

### Статистика клубних виступів
| Сезон   | Клуб        | Чемпіонат | Чемпіонат | Чемпіонат | Чемпіонат |
| Сезон   | Клуб        | Ліга      | Ігор      | Голів     |           |
| ------- | ----------- | --------- | --------- | --------- | --------- |
| 1955-56 | «Мілан»     | A         | 8         | 0         |           |
| 1956-57 | «Мілан»     | A         | 1         | 0         |           |
| 1957-58 | «Мілан»     | A         | 9         | 0         |           |
| 1958-59 | «Мілан»     | A         | 2         | 0         |           |
| 1959-60 | «Трієстина» | B         | 31        | 0         |           |
| 1960-61 | «Падова»    | A         | 23        | 0         |           |
| 1961-62 | «Мілан»     | A         | 28        | 1         |           |
| 1962-63 | «Мілан»     | A         | 23        | 0         |           |
| 1963-64 | «Мілан»     | A         | 0         | 0         |           |
| 1964-65 | «Мілан»     | A         | 2         | 0         |           |
| Усього  | Усього      | Усього    | 127       | 1         |           |

## Титули та досягнення

### Як гравця
- Чемпіон Італії (3):

«Мілан»: 1956/1957, 1958/1959, 1961/1962
- Володар Кубка європейських чемпіонів (1):

«Мілан»: 1962/1963
- Володар Латинського кубка (1):

«Мілан»: 1956

### Як тренера
- Чемпіон Італії (1):

«Торіно»: 1975/1976